# Катаракви (судно)
Катаракви — британский барк, затонувший у юго-западного побережья острова Кинг в Бассовом проливе 4 августа 1845 года. Затопление стало худшим в истории Австралии инцидентом с гражданской катастрофой на море, унесшим жизни 400 человек.

## Конструкция и технические детали
Катаракви был барком водоизмещением 802 тонны, размерами 42 × 9 × 7 метров. Корабль был построен в Квебеке, Нижняя Канада, в 1840 году судостроителями Уильямсом Лампсоном. Название Катаракви происходит от французской транслитерации «Катерокви», оригинального названия первой нации Миссиссоги для района, ныне известного как Кингстон, Онтарио.

## Путешествие в Австралию
Катаракви был приобретен и зарегистрирован в Ливерпуле, Англия, компанией Smith & Sons с целью перевозки эмигрантов, которым оказывается помощь, в Порт-Филлип (Мельбурн) в колонии Виктория, Австралия. 20 апреля 1845 года корабль вышел из Ливерпуля под командованием капитана Кристофера Финлея. В судовой декларации при отправлении значилось 369 эмигрантов и 41 член экипажа (всего 410 человек, включая капитана). Путешествие было довольно спокойным, если не считать потери члена экипажа за бортом. К тому времени, когда судно приблизилось к Австралии, родилось пятеро младенцев, а еще шестеро умерли.

## Крушение
Когда Катаракви вошёл в Бассов пролив ранним утром 4 августа, он столкнулся с сильным штормом. Примерно в 04:30 корабль внезапно выбросило на зазубренные скалы недалеко от залива Фитцморис на острове Кинг у северо-западного побережья Тасмании. Попыткам эвакуации судна препятствовали большие волны и разбушевавшаяся погода, которые смыли многих пассажиров судна за борт. Восьми членам экипажа удалось добраться до берега, цепляясь за плавающие обломки, где они столкнулись с единственным выжившим эмигрантом Соломоном Брауном. Девять потерпевших кораблекрушение человек застряли на острове Кинг в течение пяти недель, пока их не спас катер «Мидж» и не доставил в Мельбурн.

## Память
Мемориальная доска, посвященная Катаракви, установлена на Мемориале тасманских моряков в Триабунне на восточном побережье Тасмании.
Табличка содержит следующий текст:
| Cataraqui |
| --- |
| Built Quebec 1840, 802 T. 138 x 30 x 22 ft. Left Liverpool, England 20.4.1845 for Melbourne — Capt. C.Finlay, 43 crew 367 assisted emigrants (173 under 15). Enroute 5 babies born, 6 babies died, 1 seaman drowned thus 409 aboard when wrecked 4.8.1845 off W. coast King Is. 1 emigrant, 8 crew survived, 400 lost. ~ Tasmania’s worst shipwreck ~ |